# Graphe de Kneser
Ne doit pas être confondu avec Graphe biparti de Kneser.
En théorie des graphes, les graphes de Kneser forment une famille infinie de graphes. Le graphe de Kneser KGn,k est un graphe simple dont les sommets correspondent aux sous-ensembles à k éléments d'un ensemble à n éléments. Deux sommets sont reliés s'ils correspondent à des sous-ensembles disjoints. Son ordre est donc égal {\displaystyle C_{n}^{k}}, le nombre de combinaison de k parmi n, et il est régulier de degré {\displaystyle C_{n-k}^{k}}.

## Histoire
En 1955, le mathématicien Martin Kneser se pose la question suivante :
« Si on considère la famille des k-sous-ensembles d'un ensemble de cardinal n, on peut partitionner cette famille en n-2k+2 classes de telle façon qu'aucune paire de k-sous-ensembles dans une classe donnée ne soit disjointe. Est-il possible de partitionner la famille considérée en n-2k+1 classes avec la même propriété ? »
Kneser conjecture que ce n'est pas possible et le publie sous forme d'un exercice.
En 1978 László Lovász étudie la conjecture de Kneser comme un problème de théorie des graphes. Il introduit les graphes de Kneser puis démontre que le nombre chromatique du graphe KGn,k est égal à n-2k+2, ce qui prouve la conjecture de Kneser. L'approche topologique pour résoudre un problème combinatoire est très novatrice et engendre un nouveau domaine : la combinatoire topologique.

## Propriétés
Le diamètre d'un graphe de Kneser connexe KGn, k, l'excentricité maximale de ses sommets, est égal à :
{\displaystyle \left\lceil {\frac {k-1}{n-2k}}\right\rceil +1}
Quand {\displaystyle n\geq 3k}, le graphe de Kneser  KGn, k est hamiltonien. Il est actuellement conjecturé que tous les graphes de Kneser connexes sont hamiltoniens sauf KG5,2, le graphe de Petersen. Une recherche exhaustive sur ordinateur a révélé que cette conjecture était vraie pour {\displaystyle n\leq 27},.
Quand {\displaystyle n<3k}, le graphe de Kneser est un graphe sans triangle. Plus généralement, bien que le graphe de Kneser contienne toujours un cycle de longueur 4 quand {\displaystyle n\geq 2k+2}, pour des valeurs de {\displaystyle n} proche de {\displaystyle 2k}, la longueur du cycle impair le plus court dans le graphe de Kneser est variable.

## Cas particuliers
- Le graphe de Petersen est isomorphe au graphe KG5,2.
- Le graphe complet Kn est isomorphe au graphe KGn,1.
- En 1980, Hall prouve qu'il existe exactement 3 graphes étant localement le graphe de Petersen[10]. Il s'agit du graphe de Conway-Smith, du graphe de Hall et du graphe de Kneser KG7,2.